# Lager Schwarzer Weg

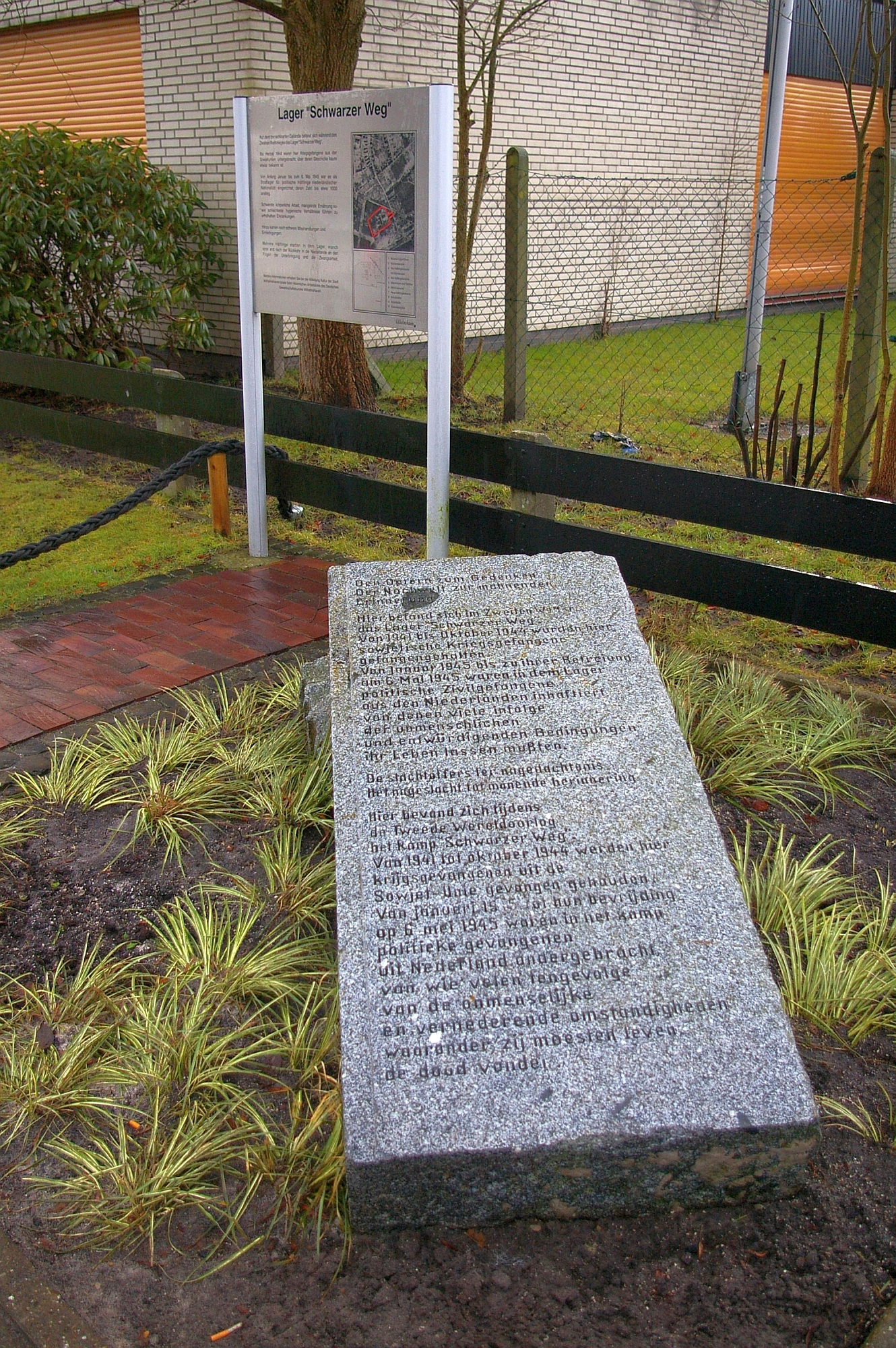
Gedenkstein mit Informationstafel

Das Lager Schwarzer Weg in Wilhelmshaven wurde von Anfang August 1941 bis Oktober 1944 als Kriegsgefangenenlager der Wehrmacht für sowjetische Kriegsgefangene und ab Ende 1944 bis Mai 1945 als Straflager der Gestapo für niederländische Polizeihäftlinge, die als Zwangsarbeiter eingesetzt wurden, genutzt.

## Geschichte
Das Lager Schwarzer Weg wurde vom 4. August 1941 bis 25. Oktober 1944 als Kriegsgefangenenlager genutzt und  mit Kriegsgefangenen aus der Sowjetunion belegt. Ab 4. August 1941 war dort das Kriegsgefangenen-Arbeitskommando Nr. 6 des Stalag (Stammlager) X D (310) aus Wietzendorf untergebracht, aus dem ausnahmslos auch die ersten Gefangenen kamen. Später erfolgte die Zuweisung von sowjetischen Kriegsgefangenen, die zuvor im Stalag X B in Sandbostel registriert worden waren. Ab 1. Dezember 1941 unterstand das Arbeitskommando mit der Nr. 413 verwaltungstechnisch dem Stalag X C in Nienburg. Die Wachmannschaften stellten Landesschützenverbände der Wehrmacht, in diesem Fall Soldaten aus der 6. Kompanie des LSchB 679. Die höchste bisher bekannte Belegungsstärke des Arbeitskommandos 6 bzw. 413 war 699 Gefangene (Zahl stammt von Anfang 1942).
Unzureichende Ernährung bei Schwerstarbeit, Hunger, Kälte, Krankheiten und die völkerrechtswidrige Behandlung durch die Wehrmacht führten, wie in allen Stammlagern und den meisten sowjetischen Arbeitskommandos in Deutschland, vor allem in den Monaten November/Dezember 1941 auch in Wilhelmshaven zu einem Massensterben unter den sowjetischen Gefangenen.
Auf den beiden städtischen Friedhöfen in Wilhelmshaven sind nach amtlicher Gräberliste der Stadt Wilhelmshaven insgesamt 197 sowjetische Kriegsgefangene bestattet, davon 100 auf dem Ehrenfriedhof und 97 auf dem Friedhof Aldenburg. Lediglich auf dem Ehrenfriedhof weist ein kleiner Hinweis auf der Erinnerungstafel am Friedhofseingang sowie eine ebenerdige Erinnerungstafel im hinteren Bereich (Feld C) darauf hin, dass dort 100 sowjetische Kriegsgefangene bestattet sind. Auf dem Friedhof Aldenburg fehlt bisher jeglicher Hinweis auf die dort ruhenden sowjetischen Kriegsgefangenen, somit war und ist die Gesamtzahl von insgesamt knapp 200 in Wilhelmshaven bestatteten sowjetischen Kriegsgefangenen weithin unbekannt. Die meisten der 197 Bestatteten starben im Arbeitskommando Wilhelmshaven (mindestens 153 Tote), einige von ihnen in den benachbarten Arbeitskommandos mit sowjetischen Kriegsgefangenen in Sande (mindestens 19 Tote), Breddewarden (mindestens 7 Tote), Mariensiel (mindestens 3 Tote) und Bockhorn (mindestens 4 Tote, weitere 23 Tote aus diesem Arbeitskommando wurden in Bockhorn bestattet).
Die Ergebnisse der Nachforschungen des Regionalhistorikers Holger Frerichs aus Varel zur Korrektur und Ergänzung der amtlichen Gräberliste liegen im Stadtarchiv Wilhelmshaven vor. Die Nachforschungen erfolgten unter Mitwirkung des Stadtarchivs Wilhelmshaven, der Abteilung Gedenkstättenförderung Niedersachsen der Stiftung niedersächsische Gedenkstätten in Celle und der Stiftung Sächsische Gedenkstätten in Dresden – unter Heranziehung von Personaldokumenten der sowjetischen Kriegsgefangenen. Hierzu wurde die Online-Datenbank OBD Memorial aller während des Zweiten Weltkriegs oder danach gefallenen oder vermissten sowjetischen Soldaten sowie die Datenbank der Stiftung Sächsischer Gedenkstätten genutzt. Durch die Auswertung der Personaldokumente und weiterer archivalischer Nachforschungen im Rahmen eines Forschungsprojektes der Stiftung niedersächsische Gedenkstätten in Celle konnten einige Aspekte zur Geschichte der sowjetischen Kriegsgefangenen in Wilhelmshaven 1941 bis 1944 intensiver aufgearbeitet und dokumentiert werden.
Ende 1944 / Anfang 1945 wurde das Lager zur Unterbringung von Zwangsarbeitern aus den Niederlanden umfunktioniert. Die etwa 1.000 Niederländer kamen hauptsächlich aus den Nordprovinzen Groningen, Friesland und Drenthe. Sie wurden zur Trümmerbeseitigung und zum Bunkerbau gezwungen sowie auf der Kriegsmarinewerft Wilhelmshaven eingesetzt.
Die Zustände in den Baracken und die Repressalien der Wachmannschaften führten zu einer hohen Sterblichkeitsquote mit bis zu fünf Toten täglich.
Erst am 6. Mai 1945 wurde das Lager von polnischen Militäreinheiten befreit.

## Gedenkstätte
Am 12. Oktober 1990 wurde auf Anregung der Wilhelmshavener Gedenkstätteninitiative auf dem ehemaligen Lagergelände eine Gedenkstätte mit zwei rechteckigen Granitplatten eingeweiht, die später um eine Erinnerungstafel erweitert wurde.